# 김나영 (피겨스케이팅 선수)
김나영(金羅英, 1990년 11월 18일 ~ )은 대한민국의 피겨 스케이팅 선수이다. 2007년 한국선수권 주니어 챔피언이자 2008년, 2009년 한국선수권 챔피언이다.

## 기본정보
- 신장: 158 cm[1]
- 세계랭킹: 42위[2]
- 소속사: 애니스위치
- 코치: 양태화
- 역대코치: 조성만, 정성일, 방상아, 지현정, 신혜숙, 이창주, 미셀 레이
- 안무가: 히구치 유타카, 미야모토 켄지, 제프리 버틀
- ISU 공인 개인 최고 기록
  - 쇼트프로그램: 53.08 (2008 4대륙선수권 - 고양시)[3]
  - 프리스케이팅: 105.41 (2008 4대륙선수권 - 고양시)[4]
  - 총점: 158.49 (2008 4대륙선수권 - 고양시)[5]

## 경력

### 노비스 & 주니어
김나영은 6살 때 처음 피겨 스케이팅을 시작했다. 초등학교 2학년 때인 1998 전국 남녀 피겨스케이팅 종별선수권대회에서 여자 초등부 B조에서 1위에 올랐다. 2002년 12월, 크로아티아 골든베어대회에 출전하여 노비스 부문 4위를 차지했다. 그러나 중학교 1학년이던 2003년에 무릎부상을 당하면서 기량향상이 늦어졌고, 2005년에 처음으로 국가대표에 발탁되었지만 2006년에 교통사고를 당하면서 선수생활에 큰 위기를 맞기도 하였다. 2006년 10월, 주니어 그랑프리 7차대회에서 동메달을 획득면서 국제대회 첫 입상을 하게 되었다. 2007년 1월에는 전국 남녀 피겨스케이팅 종합선수권대회(한국선수권)에 출전하여 주니어 부문 1위를 차지했다.

### 2007-2008 시즌
7월, 아시안 트로피 시니어 부문에서 은메달을 획득했으며 9월에 열린 주니어 그랑프리 5차대회에서 동메달을 차지했다. 11월에 열린 2007 회장배 랭킹대회에서는 종합 1위에 올랐다. 2008년 1월, 김연아가 출전하지 않았던 KB국민은행 피겨스케이팅 챔피언십(한국선수권)에서 처음으로 우승을 차지하여 2008 4대륙선수권대회와 2008 세계선수권대회 출전자격을 획득하였다. 2월, 경기도 고양시에서 개최된 2008 4대륙 피겨스케이팅 선수권대회에 출전한 김나영은 기존의 개인 총점 최고기록이었던 128.37점을 30.12점이나 끌어 올리며 종합 4위를 차지하였다. 또한 이틀 후에 열린 제89회 전국동계체육대회에도 참가하여 고등부 A조에서 금메달을 차지하였다. 3월, 처음으로 세계 피겨스케이팅 선수권대회에 참가한 김나영은 쇼트프로그램에서 47.96점, 프리스케이팅에서 79.36점을 획득하여 총점 127.32로 종합 19위를 차지하였다.

### 2008-2009 시즌

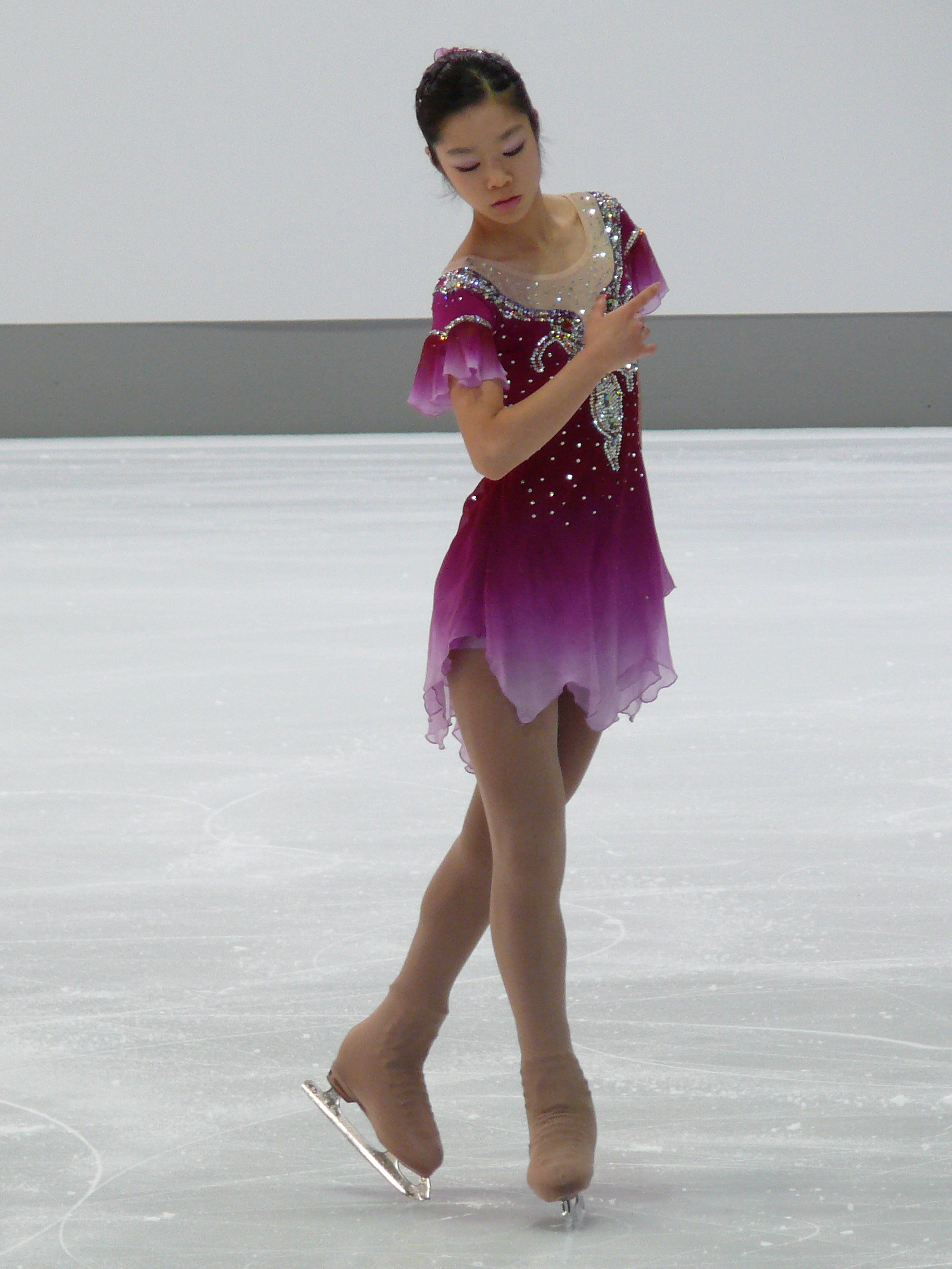
네벨혼 트로피 2008에서의 김나영

김나영은 시즌 첫 대회로 9월 25일 독일 오버스트도르프에서 개막한 2008 네벨혼 트로피에 참가하여 종합 7위를 차지하였다. 10월에는 2008 회장배 랭킹대회에 출전, 작년대회에 이어 대회 2연패를 달성함과 동시에 중국 하얼빈에서 열리는 2009 동계유니버시아드 출전권도 획득하였다. 특히 프리스케이팅에서는 국내 공식대회에서 자신의 첫 트리플 살코 점프를 성공시키는 성과를 올렸다. 김나영은 2008-2009 그랑프리 시리즈에서 6차대회(NHK 트로피)에만 초청을 받았었으나, 5차대회(컵 오브 러시아)에 결원이 발생하였고, 이 사실을 알게 된 김나영 팬카페 운영자인 15세의 남자 중학생과 20대 여대생 팬의 노력으로 5차대회에 초청을 받게 되었다. 하지만 11월, 컵 오브 러시아에 출전한 김나영은 종합 9위에 머물렀다. 그러나 이 대회에서 김나영은 국제 공식대회에서는 처음으로 트리플 토룹 점프를 성공하는 성과를 올렸다. 2주 후에는 6차대회인 NHK 트로피에 출전하여 종합 9위에 올랐다. NHK 트로피 이후 김나영은 새로운 코치인 이창주 코치와 함께 했다. 곧이어 참가한 2008 아시안 피겨스케이팅 트로피에서는 은메달을 차지하였다. 2009년 1월, 김연아가 출전하지 않은 2009 한국선수권에서는 2008년에 이어 한국선수권 2연패를 달성하였고, 2009 4대륙선수권대회와 2009 세계선수권대회에 참가할 수 있는 자격도 획득하였다. 2009년 2월, 4대륙선수권대회에 출전한 김나영은 총점 120.28을 얻어 종합 16위로 대회를 마쳤다. 2월 12일에는 전국 동계체육대회에 출전하였으나 쇼트프로그램 웜업 중 허리통증으로 인하여 대회를 기권하였다. 2월 18일부터 중국 하얼빈에서 개막한 2009 동계유니버시아드대회에 참가한 김나영은 총점 132.43으로 종합 7위를 차지하였다. 그리고 3월, 미국 로스앤젤레스에서 열린 2009 세계선수권대회에 출전하여 쇼트프로그램 51.50점, 프리스케이팅 80.00점을 얻어 총점 131.50으로 종합 17위를 차지하였다. 세계선수권대회가 끝난 직후 4월 2일부터 슬로베니아에서 열리는 2009 트리글라브 트로피 시니어 부문에 출전, 종합 2위를 차지하였다.

### 2009-2010 시즌
김나영은 2009년 8월 시즌 첫 대회로 뉴질랜드 더니딘에서 열린 제1회 환태평양국 초청 동계대회(Winter Games NZ 2009)에 출전하여 쇼트프로그램에서 46.93점, 프리스케이팅에서 72.91점을 얻어 총점 119.84로 시니어 부문 동메달을 획득하였다. 캐나다에서 장기 전지훈련을 시작하면서 외국인 코치인 미셀 레이와 함께하게 된 김나영은 11월 7일, 8일 양일간 열린 2009 회장배 랭킹 대회에 참가하여 1위에게 주어지는 2010년 동계 올림픽 출전권 획득에 도전하였으나 점프의 난조로 종합 6위에 랭크되며 올림픽 출전에 실패하고, 대신 2010년 4대륙 선수권 대회 출전권을 얻었다. 4대륙 선수권 대회에서 15위를 하였다.

## 스케이팅 기술
- 초등학교 4학년 때 더블악셀 점프를 성공했다.
- 5가지의 3회전 점프 중, 러츠, 플립, 토룹의 3종류를 ISU 공인 국제대회에서 성공하고 있다.
- 플립의 경우 2008-2009 시즌부터 심판진에게 엣지사용에 주의를 요한다는 !(주의) 판정을 받고 있다.

## 프로그램
| 시즌      | 쇼트 프로그램 (Short Program)        | 롱 프로그램 (Long Program)                                  | 갈라 프로그램 (Exhibition)                          |
| --------- | ------------------------------------ | ----------------------------------------------------------- | --------------------------------------------------- |
| 2009-2010 | 돈키호테 - 레온 밍쿠스               | 로미오와 줄리엣 모음곡 - 세르게이 프로코피예프              | You Can't Stop The Beat - 뮤지컬 '헤어스프레이' OST |
| 2008-2009 | 로망스 제2번 F장조 - 베토벤          | 라라의 테마 - 영화 '닥터 지바고' OST                        | 아베마리아 - 퓨전국악앙상블 '아라연' 연주           |
| 2008-2009 | 꽃날ㆍ엉퀴바람 - 드라마 '황진이' OST | '로미오와 줄리엣' 환상서곡 - 차이코프스키                   | 아베마리아 - 퓨전국악앙상블 '아라연' 연주           |
| 2007-2008 | 로망스 제2번 F장조 - 베토벤          | 몰도바ㆍ검은 눈동자ㆍ집시 바이올린 - 생상스ㆍ러시아집시음악 | 꽃날ㆍ엉퀴바람 - 드라마 '황진이' OST                |
| 2007-2008 | 로망스 제2번 F장조 - 베토벤          | 몰도바ㆍ검은 눈동자ㆍ집시 바이올린 - 생상스ㆍ러시아집시음악 | 거위의 꿈 - 인순이                                  |
| 2006-2007 | 로미오와 줄리엣                      | 아르헨티나 탱고                                             | -                                                   |

## 주요 대회 기록
| 대회/시즌                  | 2005-2006 | 2006-2007 | 2007-2008 | 2008-2009 | 2009-2010 |
| 세계선수권                 |           |           | 19        | 17        |           |
| 4대륙선수권                |           | 13        | 4         | 16        | 15        |
| 한국선수권                 | Jr.2      | Jr.1      | 1         | 1         | 5         |
| NHK 트로피                 |           |           |           | 9         |           |
| 컵 오브 러시아             |           |           |           | 9         |           |
| 네벨혼 트로피              |           |           |           | 7         |           |
| 트리글라브 트로피          |           |           |           | 2         |           |
| 동계유니버시아드           |           |           |           | 7         |           |
| 환태평양 동계대회          |           |           |           |           | 3         |
| 아시안 트로피              |           |           | 2         | 2         |           |
| 주니어 그랑프리 오스트리아 |           |           | 21        |           |           |
| 주니어 그랑프리 대만       |           | 3         |           |           |           |
| 주니어 그랑프리 노르웨이   |           | 12        |           |           |           |
| 주니어 그랑프리 크로아티아 | 16        |           | 3         |           |           |
| 주니어 그랑프리 에스토니아 | 19        |           |           |           |           |
| 주니어 그랑프리 선발전     |           | 5         |           |           |           |
| 회장배 랭킹대회            |           |           | 1         | 1         | 6         |

Jr. : 주니어 부문

## 아이스쇼
- 2008년 현대카드 슈퍼매치 Ⅶ-08 Super Stars On Ice
- 2009년 현대카드 슈퍼매치 Ⅷ-09 Super Class On Ice

## 미디어 출연
- EBS 과학실험 하와이 - 1000바퀴 회전실험 (2008.03.05.)
- MBC 라디오 표준FM 손석희의 시선집중 - 미니인터뷰 (2008.3.22.)
- tvN E News 미공개 취재파일 After (2009.04.15.)

## 기타 활동
- 2008 삼성 PAVV 프로야구 히어로즈 vs 두산 베어스 전 시구 (2008.10.03. 목동구장)
- 인하대학교 홍보대사